# شمال روسيا

The Extreme North
Territories equated to the Extreme North

أقصى الشمال أو الشمال الاقصى (بالروسية: Крайний Север, Дальний Север)‏ جزء كبير من روسيا يقع بشكل رئيسي شمال الدائرة القطبية الشمالية ويزدهر بالموارد المعدنية والطبيعية الهائلة. مساحتها الإجمالية حوالي 5,500,000 كيلومتر مربع (2,100,000 ميل2)، تضم حوالي ثلث إجمالي مساحة روسيا.  رسميًا تشتمل مناطق أقصى الشمال على كل من ياكوتيا وماغادان أوبلاست وتشوكوتكا ذاتية الحكم أوكروج وكامتشاتكا كراي ومورمانسك أوبلاست، بالإضافة إلى أجزاء ومدن معينة من أرخانجيلسك أوبلاست، كومي ريبابليك، تيومين أوبلاست، كراسنويارسك كراي، إيركوتسك أوبلاست ، سخالين أوبلاست، خاباروفسك كراي، بالإضافة إلى جميع جزر المحيط المتجمد الشمالي وبحارها وبحر بيرينغ وبحر أوخوتسك.
نظرًا للظروف القاسية في المنطقة، كان يحق للأشخاص الذين يعملون هناك تقليديا من قبل الحكومة الروسية الحصول على أجور أعلى من العمال في المناطق الأخرى.  نتيجة للمناخ والبيئة، طورت الشعوب الأصلية في المنطقة اختلافات جينية معينة تسمح لهم بالتعامل بشكل أفضل مع بيئة المنطقة، كما تفعل ثقافاتهم. 

## أكبر المدن
ياكوتسك (311760)، مورمانسك (البوب. 295374)، بتروبافلوفسك (181216)، نوريلسك (179554)، نويابرسك (110620)، نوفي يورنغوي (104107)، وماغادان (92782) هي أكبر المدن في روسيا أقصى الشمال. الأكبر والأكثر جنوبيًا أرخانجيلسك (349,742) هي الأكبر بين المدن والأقاليم «المتساوية» إلى أقصى الشمال.